# آیروکلند کلاس مگنتا
آیروکلند کلاس مگنتا (به انگلیسی: Magenta-class ironclad) یک کلاس از کشتی است که طول آن ۸۵٫۹۸ متر (۲۸۲ فوت ۱ اینچ) می‌باشد.